# 波波蓁
波波蓁(陳又榕)  (1989年7月8日—），本名陳柏蓁，臺灣女演員。原是美妝部落客，曾是「飛兒樂團」阿沁旗下TPI練習生之一，練習期間也兼任TPI台灣練習生隊長。培訓2年多之後以新人女團「Ciao俏女孩」出道。

## 外部連結
- 波波蓁的Facebook專頁
- 波波蓁的Instagram帳戶